# Grup circular

El grup circular és un exemple de grup de Lie.

En matemàtiques, el grup circular, simbolitzat per T, és el grup multiplicatiu de tots els nombres complexos amb valor absolut 1, és a dir, la circumferència unitat en el pla complex o, senzillament, els nombres complexos unitaris
{\displaystyle \mathbb {T} =\{z\in \mathbb {C} :|z|=1\}.}
El grup circular és un subgrup de C×, el grup multiplicatiu de tots els nombres complexos no-nuls. Com que C× és abelià, llavors T també ho és. El grup circular també és el grup U(1) de matrius unitàries de dimensió 1×1 amb entrades complexes; aquestes matrius actuen sobre el pla complex per rotació al voltant de l'origen. El grup circular es pot parametritzar per l'angle θ de rotació mitjançant
{\displaystyle \theta \mapsto z=e^{i\theta }=\cos \theta +i\sin \theta .}
Aquesta és l'aplicació exponencial per al grup circular.
El grup circular juga un rol molt important en la dualitat de Pontryagin, i en la teoria de grups de Lie.
La notació T per al grup circular prové del fet que, amb la topologia estàndard, el grup circular és un 1-tor. Més en general, Tn (el producte directe de T amb ell n vegades) és geomètricament un n-tor.

## Introducció

La multiplicació en el grup circular és equivalent a la suma d'angles

Una manera de pensar en el grup circular és que descriu com sumar angles, on els valors dels angles poden variar entre 0° i 360°. Per exemple, la figura il·lustra com sumar 150° i 270°. La resposta hauria de ser 150° + 270° = 420°, però quan es pensa en termes del grup circular, cal tenir en compte que s'ha donat una volta sencera, i cal descartar-la. Per això, si ajustem la nostra resposta en un valor de 360° es té 420° = 60° (mod 360°).
Una altra descripció és en termes de la suma habitual, on els únics nombres permesos són entre 0 i 1 (el valor 1 correspon a una rotació completa). Per aconseguir això, podríem necessitar descartar els dígits que apareixen abans de la coma decimal. Per exemple, quan sumem 0,784 + 0,925 + 0,446, la resposta hauria de ser 2,155, però descartem la part entera 2, així que la resposta (en el grup circular) és 0,155.

## Estructura topològica i analítica
El grup circular no és només un objecte algebraic abstracte; té una topologia natural quan es considera com un subespai del pla complex. Com que la multiplicació i la inversió són funcions contínues en C×, el grup circular té l'estructura d'un grup topològic. A més, com que la circumferència unitat és un subconjunt tancat del pla complex, el grup circular és un subgrup tancat de C× (considerat com a grup topològic).
Addicionalment, la circumferència és una varietat unidimensional, i la multiplicació i la inversió són funcions analítiques reals sobre la circumferència. Això dota la circumferència d'una estructura de grup uniparamètric, un cas d'un grup de Lie. De fet, llevat d'isomorfisme, és l'únic grup de Lie connex compacte unidimensional. És més, tot grup de Lie abelià connex compacte n-dimensional és isomorf a Tn.

## Isomorfismes
El grup circular apareix en molts camps de les matemàtiques. Per exemple, es té que
{\displaystyle \mathbb {T} \cong {\mbox{U}}(1)\cong \mathbb {R} /\mathbb {Z} \cong {\mbox{SO}}(2).}
(la barra inclinada / denota el grup quocient).
El conjunt de totes les matrius unitàries 1×1 clarament coincideix amb el grup circular; la condició de ser unitàries és equivalent a la condició de què el seu únic element tingui valor absolut 1. Per això, el grup circular és canònicament isomorf a U(1), el primer grup unitari.
La funció exponencial indueix un homomorfisme de grups exp : R → T dels nombres reals additius R al grup circular T mitjançant l'aplicació
{\displaystyle \theta \mapsto e^{i\theta }=\cos \theta +i\sin \theta .}
La igualtat és la fórmula d'Euler o l'exponencial complexa. El nombre real θ correspon a l'angle (en radians) sobre la circumferència unitat, mesurat en el sentit contrari de les agulles del rellotge des de l'eix positiu de les x. Aquesta aplicació és un homomorfisme perquè la multiplicació de nombres complexos unitaris correspon a la suma d'angles:
{\displaystyle e^{i\theta _{1}}e^{i\theta _{2}}=e^{i(\theta _{1}+\theta _{2})}.}
Aquesta aplicació exponencial és clarament una funció exhaustiva de R a T. No és, tanmateix, injectiva. El nucli d'aquesta aplicació és el conjunt de tots els múltiples enters de 2π. Pel primer teorema d'isomorfisme llavors es té que
{\displaystyle \mathbb {T} \cong \mathbb {R} /2\pi \mathbb {Z} .}
Després d'un reescalat, també es pot dir que T és isomorf a R/Z.
Si s'identifiquen els nombres complexos amb matrius reals 2×2, els nombres complexos unitaris corresponen a matrius ortogonals 2×2 amb determinant 1. Concretament, es té
{\displaystyle e^{i\theta }\leftrightarrow {\begin{bmatrix}\cos \theta &-\sin \theta \\\sin \theta &\cos \theta \\\end{bmatrix}}=f(e^{i\theta }).}
Aquesta funció mostra que el grup circular és isomorf al grup ortogonal especial SO(2), ja que
{\displaystyle f(e^{i\theta _{1}}e^{i\theta _{2}})={\begin{pmatrix}\cos(\theta _{1}+\theta _{2})&-\sin(\theta _{1}+\theta _{2})\\\sin(\theta _{1}+\theta _{2})&\cos(\theta _{1}+\theta _{2})\\\end{pmatrix}}=f(e^{i\theta _{1}})\times f(e^{i\theta _{2}}),} on × és la multiplicació de matrius.
Aquest isomorfisme té la interpretació geomètrica de què la multiplicació per un nombre complex unitari és una rotació pròpia en el pla complex (i en el real), i qualsevol rotació és d'aquesta forma.

## Propietats
Tot grup de Lie G compacte de dimensió > 0 té un subgrup isomorf al grup circular. Això significa que, pensant en termes de simetria, un grup de simetria compacte que actua contínuament conté subgrups circulars uniparamètrics que actuen; algunes conseqüències en sistemes físics són, per exemple, la invariància rotacional, i la ruptura espontània de simetria.
El grup circular té molts subgrups, però els seus únics subgrups tancats propis consisteixen en les arrels de la unitat: per a qualsevol enter n > 0, les arrels n-simes de la unitat formen un grup cíclic d'ordre n, el qual és únic llevat d'isomorfisme.

## Representacions
Les representacions del grup circular són senzilles de descriure. Una conseqüència del Lema de Schur és que les representacions complexes irreductibles d'un grup abelià són totes unidimensionals. Com que el grup circular és compacte, qualsevol representació ρ : T → GL(1, C) ≅ C× ha de prendre valors en U(1) ≅ T. Per tant, les representacions irreductibles del grup circular són només els homomorfismes del grup circular a ell mateix.
Cap representació és equivalent a cap altra. La representació φ−n és conjugada a φn,
{\displaystyle \phi _{-n}={\overline {\phi _{n}}}.}
Aquestes representacions són simplement els caràcters del grup circular. El grup de caràcters de T és clarament un grup cíclic infinit generat per φ1:
{\displaystyle \mathrm {Hom} (\mathbb {T} ,\mathbb {T} )\cong \mathbb {Z} .}
Les representacions reals irreductibles del grup circular són la representació trivial (que és unidimensional) i les representacions
{\displaystyle \rho _{n}(e^{i\theta })={\begin{bmatrix}\cos n\theta &-\sin n\theta \\\sin n\theta &\cos n\theta \end{bmatrix}},\quad n\in \mathbb {Z} ^{+},}
que pren valors a SO(2). Aquí només s'obtenen enters positius n, ja que la representació {\displaystyle \rho _{-n}} és equivalent a {\displaystyle \rho _{n}}.

## Estructura de grup
El grup circular T és un grup divisible. El seu subgrup de torsió ve donat pel conjunt de les arrels n-simes de la unitat per a n, i és isomorf a Q/Z. El teorema d'estructura dels grups divisibles, juntament amb l'axioma de l'elecció, permeten deduir que T és isomorf a la suma directa de Q/Z amb un cert nombre de còpies de Q. El nombre de còpies de Q ha de ser {\displaystyle {\mathfrak {c}}} (la cardinalitat del continu) per tal que la cardinalitat de la suma directa sigui correcta. Però la suma directa de {\displaystyle {\mathfrak {c}}} còpies de Q és isomorfa a R, ja que R és un espai vectorial de dimensió {\displaystyle {\mathfrak {c}}} sobre Q. Per tant,
{\displaystyle \mathbb {T} \cong \mathbb {R} \oplus (\mathbb {Q} /\mathbb {Z} ).}
Amb un argument anàleg, es pot demostrar que existeix l'isomorfisme
{\displaystyle \mathbb {C} ^{\times }\cong \mathbb {R} \oplus (\mathbb {Q} /\mathbb {Z} ),}
ja que C× també és un grup abelià divisible, el subgrup de torsió del qual és el mateix que el subgrup de torsió de T.